# Volksgenealogie
Unter dem Begriff Volksgenealogie versteht man die abstammungsgeschichtliche Erforschung der gesamten Bevölkerung einer Landschaft oder einer Gemeinde durch Kirchenbuchverkartung und die Erstellung von Ortsfamilienbüchern. Entstanden im Rahmen der völkischen Ethnografie und Heimatforschung nach dem Ersten Weltkrieg, sollte in der Zeit des Nationalsozialismus nach den Methoden der Volksgenealogie die gesamte deutsche Bevölkerung sippenkundlich erfasst werden. Die Volksgenealogie lieferte damit auch der NS-Rassenpolitik eine Datengrundlage.

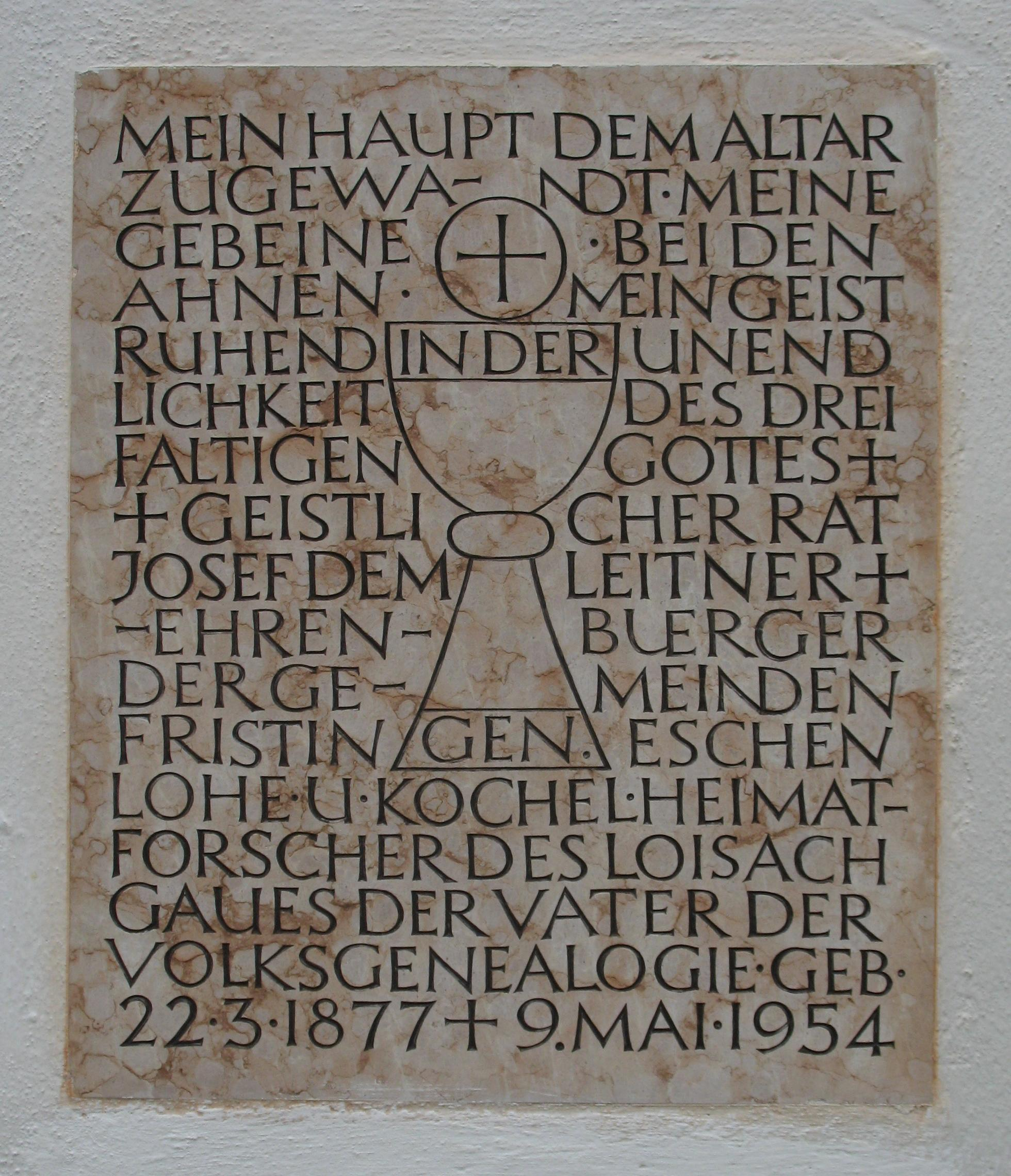
Gedenktafel für Josef Demleitner in Kochel am See

Der Begriff wurde 1920 durch den österreichischen Amateur-Ethnographen Konrad Brandner geprägt, einem steiermärkischen Pfarrer und späteren Gymnasiallehrer in Graz. Sein Programm wurde in der Obersteiermark unter Beteiligung vieler Ortsgeistlicher soweit umgesetzt, dass 1923 bereits 12 % der steirischen Bevölkerung entsprechend erfasst waren. Die Volksgenealogie konzentrierte sich dabei auf lokale „Bauernfamilien“ in agnatischer Linie, die schon lange an den Orten ansässig waren und zumeist Grund und Boden besaßen. Die volksgenealogische Forschung orientierte sich dementsprechend an den Kategorien „Familie“ und „Volk“ und knüpfte an die aristokratische Familiengenealogie der feudalen Ära sowie an die Konzeption des Historikers Ottokar Lorenz an, das genealogische Prinzip zur Periodisierung der Geschichte zu verwenden. Die „Familien-“, „Ahnen-“ oder „Sippenforschung“ verband sich über dieses organizistische Geschichtsbild mit der Blut-und-Boden-Ideologie des Nationalsozialismus und dessen rassistischer Theorie des „Bauerntums“.
Weitere Anschlussmöglichkeiten ergaben sich zur Rassenbiologie, Rassenkunde und zur Rassenhygiene. Im Rahmen der Rassenbiologie wurde die Volksgenealogie um den statistischen Ansatz der Biometrie nach Karl Pearson erweitert. Zugleich zielte die eher qualitativ orientierte Volksgenealogie am Schnittpunkt der Konstrukte „Familie“, „Volk“ und „Rasse“ auf die Frage, ob Bevölkerungen erbbiologisch „rein“ oder „gemischt“ sein und bemühte sich um die Identifizierung der „Stammrassen“.
Im Nationalsozialismus wurde zur systematischen Erschließung und Verkartung von Kirchenbüchern 1937 die Arbeitsgemeinschaft für Sippenforschung und Sippenpflege gegründet. Der Pfarrer Josef Demleitner entwickelte gemeinsam mit dem Sippenforscher Adolf Roth eine Methode zur Verkartung von Kirchenbüchern nach der Familienblattmethode. Ziel der Arbeitsgemeinschaft war die „Sippenkundliche Bestandsaufnahme des gesamten deutschen Volkes und ihres geschlossenen Einsatzes für rassenpolitische und sippenpflegerische Aufgaben“. Die ideologischen Vorgaben der NSDAP waren dabei direkt an die konkrete Erfassungs- und Auswertungsarbeit gekoppelt. Mit den gesammelten Daten sollte nicht nur das Reichserbhofgesetz umgesetzt, sondern auch die Tätigkeit der Sippenämter unterstützt werden. Die Volksgenealogie wurde insofern in den Dienst der NS-Rassenhygiene und Rassenpolitik gestellt, indem sie die Daten zur Ausmerze derjenigen  lieferte, die nicht zum Volkskörper gerechnet wurden.